# 花蓮港高爾夫球俱樂部
花蓮港高爾夫球俱樂部是一座位於臺灣花蓮縣花蓮市的建築，此建築前身為創立於臺灣日治時期的花蓮港高爾夫球場的俱樂部，為臺灣至今唯一保存的日治時期高爾夫球場建築。今列花蓮縣定古蹟。

## 沿革

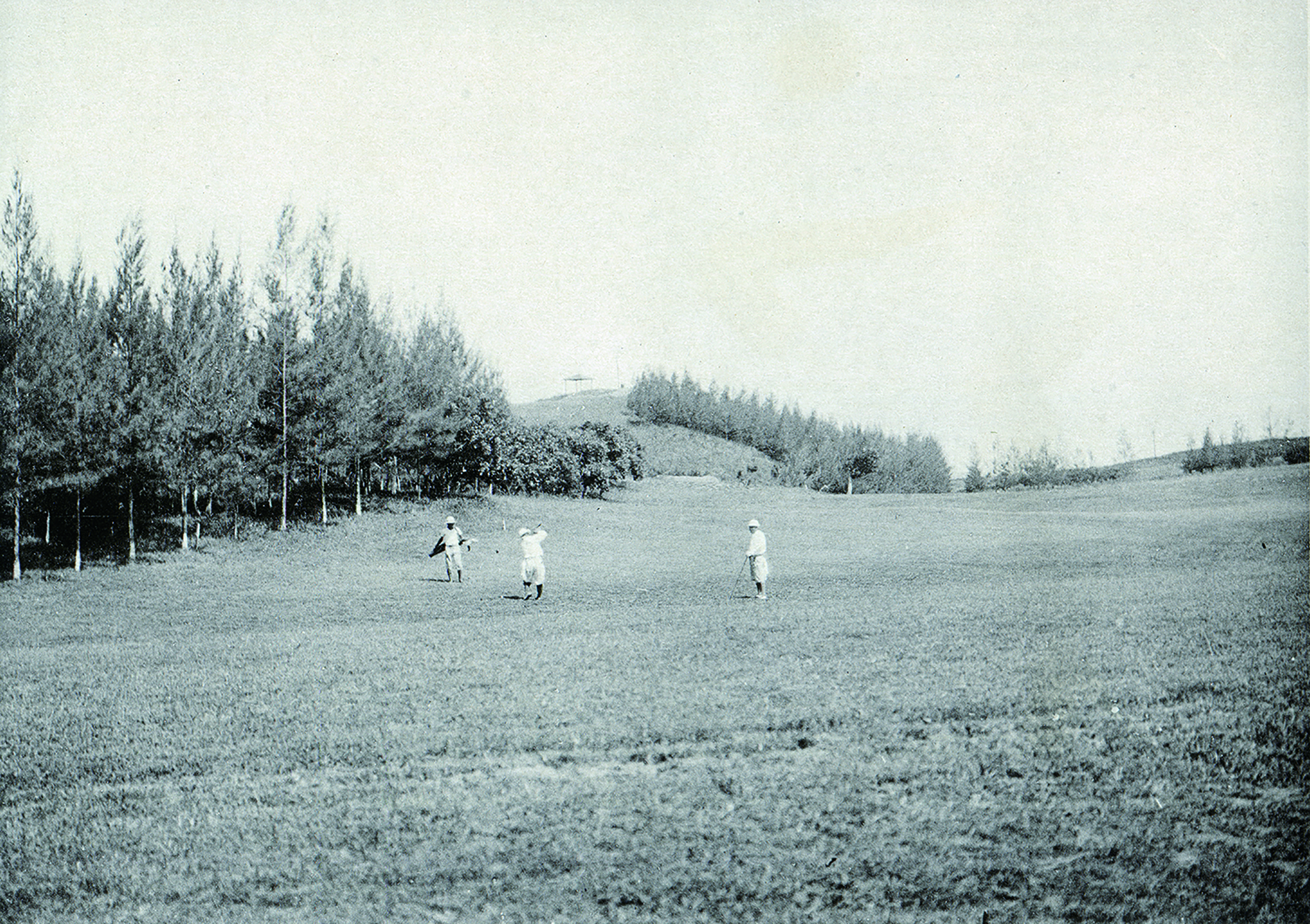
日治時期的花蓮港高爾夫球場。

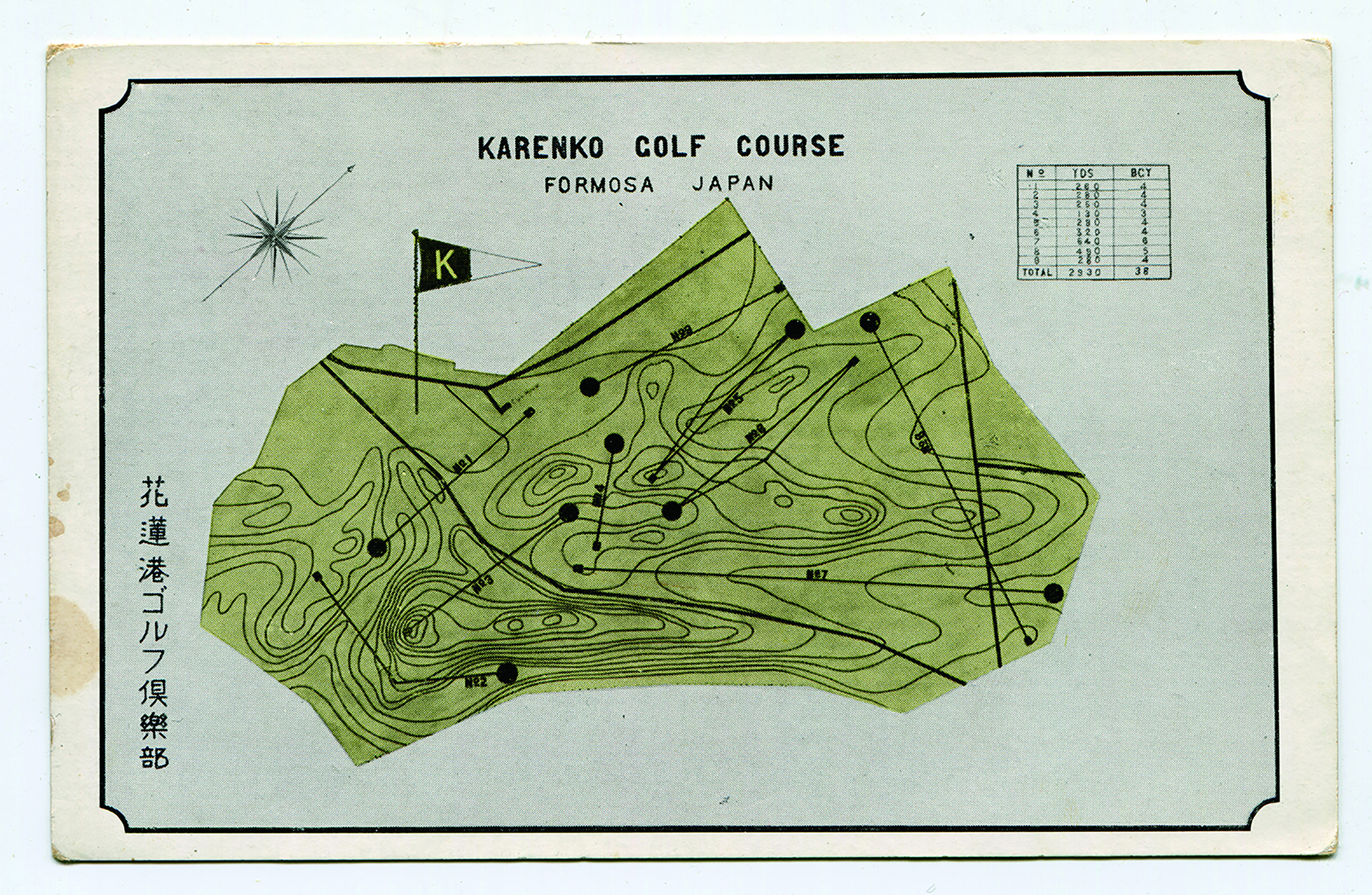
花蓮港高爾夫球場繪業書地圖。

花蓮港高爾夫球場的創立可追溯至臺灣日治時期，該球場最初由花蓮港廳廳長中田秀造發起，並與花蓮鐵道出張所長小山三郎、花蓮港街街長佐野梅太郎及當時的民間仕紳共同討論創立。球場建設地點選在花蓮港街米崙庄，總面積約15萬坪，由由井口與四郎所設計。園區於1927年（昭和3年）9月23日完工，當時是臺灣東部首座高爾夫球場，最初設有九個高爾夫球洞。
隨著會員數量的增加，高爾夫球場於1935年擴建，將球場面積擴大至20萬坪。該年，俱樂部會館會館於8月20日舉行上棟式，並於同年10月17日舉行落成式祝賀會。作為俱樂部園區的會館使用。當時，花蓮港高爾夫球場與淡水高爾夫球場並列為台灣最早擁有十八洞標準的高爾夫球場。
第二次世界大戰期間，花蓮港高爾夫球場被日軍徵用作為指揮部，花蓮港高爾夫球俱樂部解散。除設耕田供戰時糧食供給。並在球場周遭建立了一座座碉堡。這是基於球場位於地勢特殊的二七高地處。

### 戰後時期
二戰結束後，花蓮港高爾夫球場成為國有土地，由花蓮海軍駐防，基地周邊的部分土地被農民用來耕種。1963年，在林千種等民間人士的倡議下，社會各界向相關機關申請撥借球場用地，然而未獲批准。隨後，經時任花蓮縣議會議長葉祐庚協調，獲准使用空軍埔機場附近的佃地暫時開闢球道，場地整地與建設經費主要由基本會員募資籌辦，並以此方式組成了當時的花蓮高爾夫俱樂部。
1964年3月，花蓮縣政府同意花蓮高爾夫俱樂部重新建立花蓮高爾夫球場。為了收回球場土地，花蓮高爾夫俱樂部負責支付補償費用。根據當時國防部的規劃意見，球場最初恢復為九洞球場，原計畫興建一座全新的高爾夫球俱樂部會館，但因土地問題未能實現，遂改為整修俱樂部會館。花蓮高爾夫俱樂部後於1970年8月2日重新開幕。
並由花蓮縣政府於1982年（民國71年）委託俱樂部經營。然而，由於俱樂部未依法執行相關規定，縣政府與俱樂部經過近10年的法律糾紛，最終於2006年（民國95年）3月28日將土地收回並依法進行招標。，2016年3月28日，花蓮縣政府將土地收回，球場於同年4月1日由高市高爾股份有限公司接手經營。
俱樂部會館原因由於年久失修計畫拆除該建築。然而，由於會館的產權與地權均不屬於花蓮高爾夫俱樂部，拆除計畫未能執行。當時，俱樂部的會員之一、康姓建築師認為該建築具有紀念價值，因此未予拆除，而是改作倉庫使用，主要用於堆放肥料、球場維護工具等物資。

### 保存
2018年，花蓮文史工作者葉柏強經檢調後，確認俱樂部會館仍存，然而圓頂已於1970年代消失，此事引發花蓮文資保護人士的關注。隨後，會館建築被暫定為古蹟並進行相關程序。2019年，產權擁有者財團法人花蓮高爾夫俱樂部因欠稅約40萬元，原定由法務部行政執行署花蓮分署以550萬元的底價拍賣該建築。隨後在前縣長吳水雲的懇託下，縣議會教育小組召集人前往會勘並確認該建築物的歷史價值。該建築後於2019年5月公告為暫定古蹟，並於12月2日公告為縣定古蹟。
2021年，主管機關花蓮縣政府教育處表示，已協調業者在拍賣前一刻繳清罰款。縣府進一步表示，文化局已向文化部文化資產局爭取經費，進行專案修復及再利用計劃。文化資產調查研究案正在辦理招標手續，未來將研議取回所有權，並根據調查結果規劃修復方向。
2023年，花蓮縣文化局再次向文化部爭取200萬元補助經費，用於花蓮港高爾夫球俱樂部的修復與設計規劃。花蓮縣政府規劃將該建築轉型為歷史展示空間和餐飲複合空間。

## 建築設計

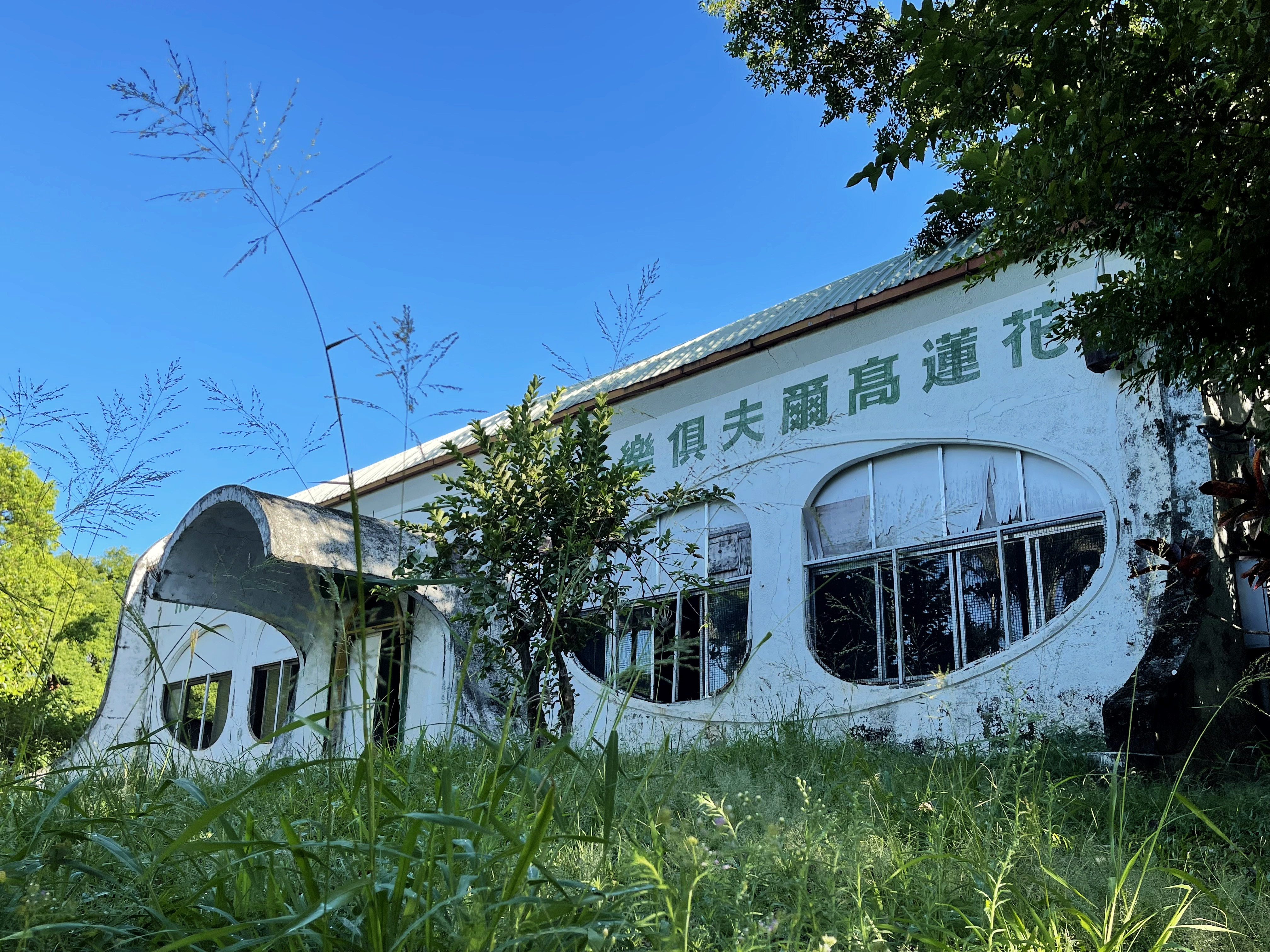
修復前的花蓮港高爾夫球場。

花蓮港高爾夫球俱樂部會館的建築面積為53坪，工事費用為7,000日圓。其設計者為花蓮港鐵道部的鐵道出張所所長和田廣與技手堤又七共同負責設計。該建築採用了摩登流線型建築的鋼筋混凝土結構，設計風格極具現代感，這種造型在當時的臺灣尚屬新穎。俱樂部入口處的牆上曾設有一塊長條形招牌，上面以英文寫著「KARENKO GOLF CLUB」，意為「花蓮港高爾夫俱樂部」。然而，在國軍進駐使用期間，該招牌被水泥覆蓋，使其原有字樣不再可見。
俱樂部建築平面呈矩形配置，前方為通向高爾夫球場園區的通道，後方則是連接球場的陡坡。其建築觀材料採用了水泥噴塗工法，其中西式木桁架支撐圓弧形屋頂。建築中央原有圓頂造型，後在戰後時期被鐵皮覆蓋。建築立面特徵以圓弧窗戶與圓拱形大門為主要特色。屋頂的西側屋架在後期進行了改建，替換為鋁製桁架。
內部空間方面可分為東西兩區，由一面牆體將其隔開。東側和西側的使用功能分別為清潔人員休息區和儲藏間。修復前，該建築的牆體部分區域出現粉刷層剝落、龜裂及鋼筋裸露等情況。屋架的左半側為原木結構，並顯示出與托座的距離有所不同。

## 另見
- 台灣高爾夫球場列表

## 外部連結
- 花蓮高爾夫球場官方網站